# Берил
Берил (грч. βήρυλλος) минерал је хемијске формуле , односно берилијум-алуминијумски циклосиликат. Кристали берила кристалишу хексагонално и могу бити изузетно велики, метарских димензија. Берил се одликује шкољкастим преломом, тврдина му је 7,5-8, има стакласту сјајност и може бити прозиран до полупрозиран. Разликује се обични (велики мутни кристали) и драги берили (прозирни кристали нежних боја, цењени као драго камење), а најпознатији су: смарагд (зелено обојен од хромова оксида), аквамарин (зеленкаст и модар), ружичасти морганит, зеленкастожути и жути златни берил и хелиодор (садржи мало уранијума, опализира). Берил је најважнији минерал за добијање берилијума. Долази готово редовно у пегматитима (стена која се појављује у облику жила, лећа, неправилних дајкова или плочастих еруптивних тела, у матичној стени или стенама око еруптива) гранита, на пример Мославачке горе, те у шкриљцима.
Хексагонални кристали берила величином могу бити врло малих димензија па све до неколико метара. Берил има шкољкаст Лом, тврдоћа му је од 7,5-8, а специфична густина 2,63 до 2,80. Има стакласт сјај и може бити прозиран до полупрозиран. Калавост му је слаба по базном пинакоиду, а хабитус му је у облику дихексагонске бипирамиде. Чисти берил је безбојан, али врло често у себи садржи примесе па су присутни разнобојни варијетети - бели, зелени, плави, жути, црвени. Структура му се састоји од међусобно повезаних шестерочланих прстенова , који су поређани једни изнад других. Између тих прстенова налазе се канали у које могу ући катјони попут Na, K, Li, Cs, Ca, итд, или чак молекул воде. Те структурне примесе у каналима одређују боју берила. Примерци из Бразила показују астеризам. Данас је берил лако синтетски произвести, уз помоћ десетак различитих метода.

## Порекло имена
Име му долази од грчке речи beryllos, што значи плавозелен или морска вода.

## Облици берила
Варијетети берила цењени су као драго камење, још од праисторијског доба. И у Библији је препозната његова лепота, па тако Езекиел (1:16) описује точкове Божјег трона и упоређује их са сјајем берила. Зелени берил зове се смарагд, а зелена боја му је од хрома који је ушао у канале између []-прстенова (још увек се расправаља о улози ванадијума у њима). Има га на Уралу код Јекатеринбурга и код Невчинска, Русија, у Колумбији (Мусо и Чивор). Црвени је биксбит или црвени смарагд, плави берил је аквамарин, ружичасти је воробевит, назван касније морганит, бели/безбојни је гошенит, а жутозелени хелиодор (има примесе жељеза у каналићима). Златни берил је жаркожуте боје. Трапични смарагди су берили који показују секторски раст као резултат уклапања албита у берилу за време упоредног раста.

### Смарагд
Смарагд (лат. smaragdus од грч. ) је зелено обојени облик минерала берила. Своју смарагднозелену боју добио је од примеса хромовог оксида. Лепи и чисти смарагди убрајају се у најскупоценије драго камење и брусе се у различитим облицима за накит. Смарагд долази у пегматитима гранита. Главна су налазишта: Колумбија, Бразил, Урал и западна Аустралија. У старом веку најпознатије лежиште смарагда било је у древном Египту.

### Аквамарин
Аквамарин (лат. aqua: вода + marinus: морски) је зеленкасто и модро обојени облик минерала берила. Кристализује као и берил у хексагонском кристалном систему хемијског састава ]. Аквамарин добија своју плаву боју додавањем двовалентних и тровалентних јона жељеза на различитим положајима мреже. Међутим, као алохроматски минерал (стране боје), линија аквамарина увек је бела. Сена названа по драгуљу дубоко је зеленоплава. Због високе Мосове тврдоће од 7,5 до 8 и често добро развијених бистрих кристала, аквамарин се углавном прерађује у драго камење.

### Морганит
Морганит, познат и као „ружичасти берил”, „пурпурни берил”, „ружичасти смарагд” и „цезијски берил”, редак је светло ружичасти до ружичасти драгуљ минерала берила. Такође се могу наћи наранчасто/жуте врсте морганита, а траке у боји су уобичајене. Може се рутински топлотно обрађивати како би се уклониле мрље жуте боје, а повремено се зрачи ради побољшања боје. Ружичаста боја морганита приписује се јонима мангана Mn2+.

### Златни берил и хелиодор
Златни берил може се кретати у бојама од бледо жуте до сјајно златне. За разлику од смарагда, златни берил генерално има врло мало мана. Израз „златни берил” понекад је синоним за хелиодор (од грчког hēlios - ἥλιος: Sunce + dōron - δῶρον: дар), али златни берил односи се на чисто жуте или златножуте нијансе, док се хелиодор односи на зеленкасто-жуте нијансе. Златно жута боја приписује се јонима Fe3+. Златни берил и хелиодор користе се као драгуљи или драго камење. Вероватно највећи резано златни берил је беспрекоран камен од 2054 карата који је изложен у Дворани драгог камења у Вашингтону, Сједињене Државе.

## Лежишта
Берил се већином налази у гранитним пегматитима, гранитима и грајзенима, али такође га има и у лискунским шкриљцима на Уралу и често је у заједници с калајним и волфрамским рудама. Има га у Аустрији, Немачкој и Ирској. Такође се појављује и на Мадагаскару (поготово морганит). Најпознатији извор смарагда на свету јесу Мусо и Чивор, (Бојака, Колумбија), где се појављују у кречњацима. Смарагда такође има у Трансвалу (ЈАР), Минас Жераису (Бразил) те близу Мурсинке на Уралу. У САД га има у Северној Каролини. Пегматити из Нове Енглеске произвели су неке од највећих кристала берила, укључујући и масивне кристале димензија 5,5 m x 1,2 m, тешке скоро 18 тона. Остале локације укључују још Јужну Дакоту, Колорадо, Јуту, Идахо и Калифорнију. Аквамаринска лежишта: Мадагаскар, Уганда, Зимбабве, Египат, Пакистан (друзе), Авганистан, острво Елба у Италији. Берила такође има на Мославачког гори, те на Мотајици (БиХ)

## Употреба
Осим за накит и украсе, берили се употребљавају као руда берилијума, метала који се због своје изузетно мале густине све више користи у производњи легура и у новим технологијама. Друиди су бериле употребљавали као медијум за прорицање, а Шкоти су овај минерал звали каменом моћи. Најраније кристалне кугле биле су напављене управо од берила, а после је берил замијењен прозирним кварцом.

## Слике
|                                       |                                                               |                          |                                  |
| Брушени гошенит, 1,88 карата, Бразил. | Избрушени биксбит или црвени смарагд, 0,56 карата, Јута, САД. | Хелиодор из Таџикистана. | Избрушени аквамарин (12 карата). |